# Alte Wasserkunst (Bautzen)
Die Alte Wasserkunst, sorbisch Stara wodarnjaⓘ, ist ein Bauwerk in Bautzen, das früher der Wasserversorgung der Stadt diente.
Das Bauwerk befindet sich am Rand der Altstadt nahe dem Mühltor. Es liegt an der Spree und ist für die Besucher von Bautzen, die über die Friedensbrücke in die Stadt fahren, ein markanter Blickfang. Die Alte Wasserkunst gilt gemeinsam mit der daneben gelegenen Michaeliskirche als Wahrzeichen der Stadt Bautzen.

## Geschichte
An der Stelle eines hölzernen Vorbaus von 1495/96, der im Winter 1515 niederbrannte, wurde die Alte Wasserkunst in der heutigen Form im Jahre 1558 durch Wenzel Röhrscheidt den Älteren erbaut. Diese Wasserkunst diente zur Versorgung der Stadt mit Trinkwasser aus der Spree. 1597 wurde ein zweites Schöpfwerk eingebaut, um den steigenden Wasserbedarf zu decken. Im Jahre 1606 begann man aus demselben Grund mit der Errichtung der Neuen Wasserkunst. Ab 1798 wurden die morschen hölzernen durch eiserne Rohre aus Lauchhammer ersetzt.
Der steinerne, siebengeschossige, 47 m hohe und sich nach oben verjüngende Rundturm diente gleichzeitig als Teil der Stadtbefestigung. Aus diesem Grund ist an seinem unteren Teil ein Wehrgang angebracht. Der Richtung Stadt exzentrisch aufgesetzte Helm des Turmes ermöglichte einen Raumgewinn zum Aufstellen von Geschützen.
Das angebaute Langhaus diente ursprünglich als Wohnung des Wassermeisters.
1965 wurde die Wasserkunst stillgelegt und dient heute als technisches Museum. An der Stelle des ursprünglichen Wasserrades befindet sich heute eine Wasserturbine, mit deren Hilfe durch die Wasserkraft der Spree in kleinerem Umfang Strom gewonnen wird.
1982/84 sowie 2006/07 wurde die Alte Wasserkunst umfassend restauriert. Das denkmalgeschützte Bauwerk kann heute besichtigt werden und bietet außer dem Maschinenhaus auch eine Aussichtsplattform, die vom Keller über 184 Stufen erreichbar ist und einen sehr guten Blick auf die Dächer von Bautzen und das Lausitzer Bergland bietet.

## Wirkungsweise
Um das Wasser auf den Fleischmarkt vor dem Petridom – den höchsten Punkt der Stadt – leiten zu können, musste der Sammelbehälter im oberen Teil der Wasserkunst höher als dieser liegen. Das mittels eines Wehres unterhalb der Wasserkunst angestaute Spreewasser trieb ein Wasserrad an; dieses wiederum bewegte eine Pumpenanlage, die zunächst Wasser aus dem Fluss, später auch aus stadtnahen Quellen im Turm nach oben beförderte. Der Sammelbehälter lag auf etwa 224 m über NN, also etwa 5 m höher als der Fleischmarktbrunnen. So konnte das Wasser mit Hilfe der Schwerkraft durch ein System kommunizierender Röhren zu jedem der in der Stadt verteilten Wassertröge geleitet werden.

## Sage

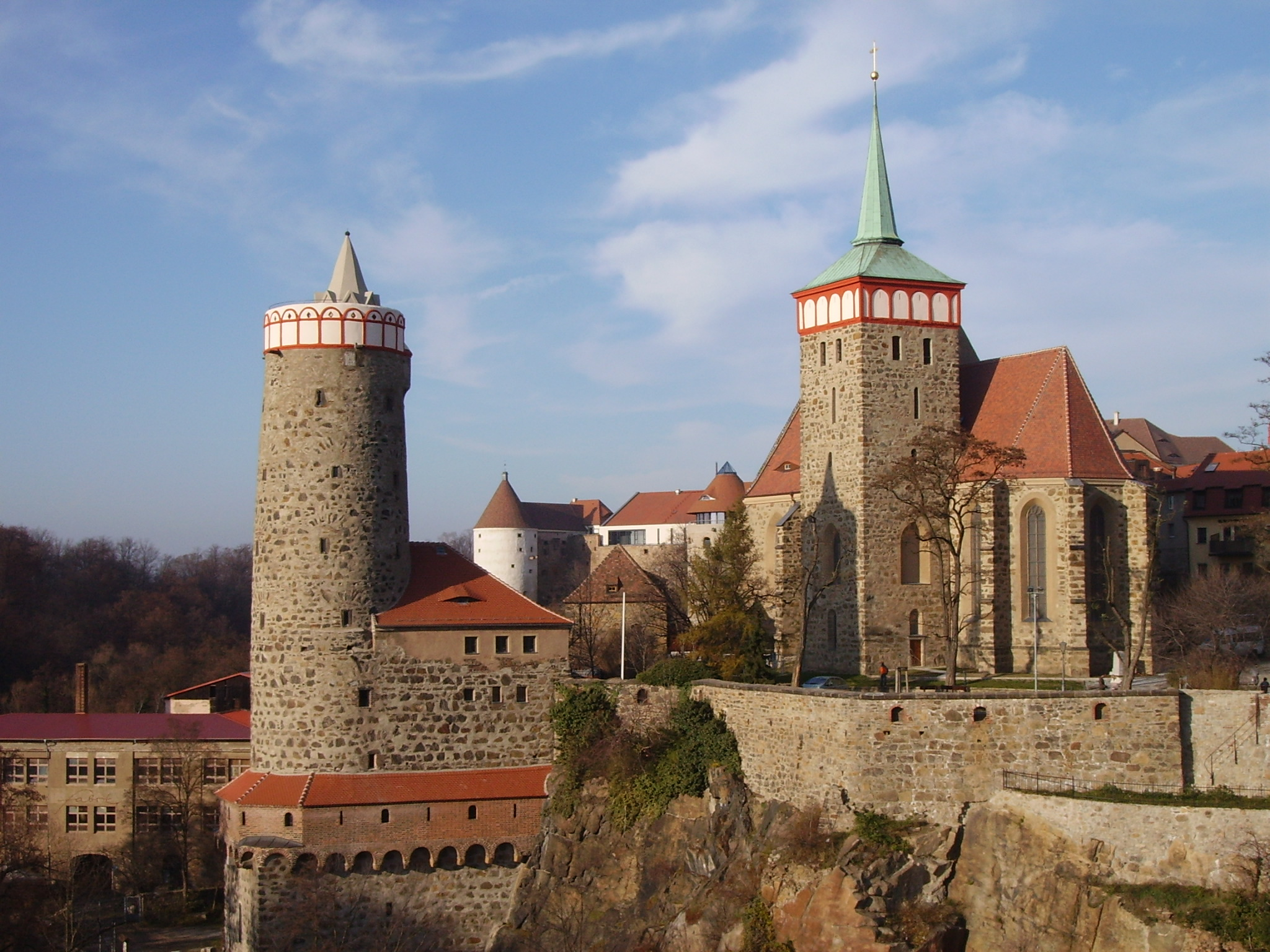
Das Ensemble aus Wasserkunst und Michaeliskirche

Der Legende nach wurde bei der Einweihung des ersten hölzernen Bauwerkes erkannt, dass aus den Leitungen am Fleischmarkt kein Wasser floss. Dem Konstrukteur – in der Sage ein Mönch – war das unerklärlich, und aus Furcht vor dem Zorn des Stadtrates floh er auf den südlich Bautzens gelegenen Drohmberg (Traumberg). Dort träumte er, dass in den Röhren der Wasserkunst ein Frosch säße. Er kehrte in die Stadt zurück, suchte und fand das Tier, sodass das Wasser von nun an ungehindert fließen konnte. Nach einer anderen Version steckte eine Ratte in den Röhren der Wasserkunst. Ob diese Sagen einen realen historischen Hintergrund haben, darf bezweifelt werden. Die unregelmäßige Wasserförderung in den ersten Wochen lässt sich wohl eher auf Lufteinschlüsse im Röhrensystem zurückführen.